# 혼다 다다스케
혼다 다다스케(本多忠相)는 에도 막부의 하타모토이다. 미카와 니시바타 령 초대 영주이다. 니시바타 번 혼다 히코하치로 가 초대 당주. 제제번주 혼다 야스토시의 차남이다.
|  | 제1대 니시바타 령 영주 (혼다 히코하치로 가) 1616년 ~ 1672년 | 후임 혼다 다다마사 |